# 拉各斯州
拉各斯州（英文：Lagos State）是奈及利亞36州之一，位於該國的西南部，可以說是該國經濟上最重要而面积最小的州，人口僅次於卡諾州排名第二，在經濟亦扮演重要角色，奈及利亞的最大城市拉各斯即屬該州。首府伊凯贾。拉各斯有時被稱為拉各斯州，以與拉各斯大都會區區分。拉各斯有該國最大的城區，是主要的金融中心，若成一國，它將是非洲第五大經濟體。
拉各斯州擁有奈及利亞各州的最高人口密度。大都市的金融中心維多利亞島以其海灘勝地，時裝與購物商店和夜生活而聞名。在北部，拉各斯島是拉各斯國家博物館的所在地，陳列著文物。附近的自由公園（Freedom Park），現在是音樂會與公共活動的主要場所。
拉各斯州南部背靠大西洋，其3,577平方公里的面積中22％是潟湖與溪流。